# Lodovico Piantanida
Lodovico Piantanida (Samarate, 1773 – ...) è stato un organaro italiano.

## Biografia
Lodovico Piantanida (nato a Samarate nell'attuale provincia di Varese nel 1773 e trasferitosi in Francia nel 1818) è un organaro di particolare interesse per il carattere itinerante  e avventuroso della propria attività e per la varietà di strumenti costruiti o restaurati tra i due versanti delle Alpi, soprattutto nel Piemonte Sud Occidentale e nell'attuale Provenza francese.
Le tappe oggi più significative della sua vita artistica si possono racchiudere in un numero di anni abbastanza ristretto, approssimativamente tra il 1794 ed il terzo decennio del secolo successivo, nel quale si concentra tuttavia un'attività addirittura frenetica.
Figlio di Francesco Piantanida, a sua volta organista e organaro, Lodovico nel 1794 risulta impegnato a lavorare sull'organo di Fondra nel Bergamasco, e l'anno seguente sugli strumenti di Spiazzo e Roncone, nel Trentino.
Solo pochi anni dopo, nel 1797, egli fa la sua comparsa in provincia di Cuneo, dove ripara l'organo di Monterosso Grana e successivamente esegue alcuni interventi sullo strumento cuneese della Confraternita di Santa Croce.
Le notizie storiche di cui disponiamo confermano che Piantanida non si limitò ad occasionali incursioni di lavoro o ad un semplice soggiorno nella città di Cuneo, ma che dopo il 1797 vi assunse per alcuni anni stabile dimora.
L'importanza di Cuneo come centro strategico ed operativo di un artista essenzialmente itinerante come Piantanida è testimoniata dalle tracce da lui lasciate in anni diversi nello stesso ambito cittadino e nelle sue immediate vicinanze.
Dalla propria base operativa in Cuneo, Piantanida diede inizio ad un periodo di intensa attività a vasto raggio, che lo portò a penetrare in misura sempre più sensibile nel vicino e per lui nuovo mercato d'Oltralpe, costruendovi numerosi organi.
In questo periodo febbrile, durato più di un decennio, egli non risparmiò risorse e chilometri in un continuo movimento pendolare tra Cuneo e la Francia (Digne, Manosque, Avignone).
È naturale, quindi, che ad un dato momento egli decise di stabilirsi in via definitiva sul territorio francese: ciò avvenne nel 1818 inoltrato, nel pieno dell'intensa attività che lo assorbiva in quel periodo a Digne e ad Avignone.
Da quel momento, curiosamente, le tracce della sua esistenza si fanno sempre più labili: sappiamo con certezza che nel 1825 egli fu proposto come organista temporaneo nella Cattedrale di Digne e che per qualche tempo collaborò con l'organaro tolosano Théodore Puget.
L'ultima testimonianza sull'attività di Piantanida risale al 1843, e lo vede impegnato in un intervento sull'organo della Cattedrale della città francese di Rodez, dove probabilmente morirà non molto tempo dopo.

## Realizzazioni oggi note di Piantanida

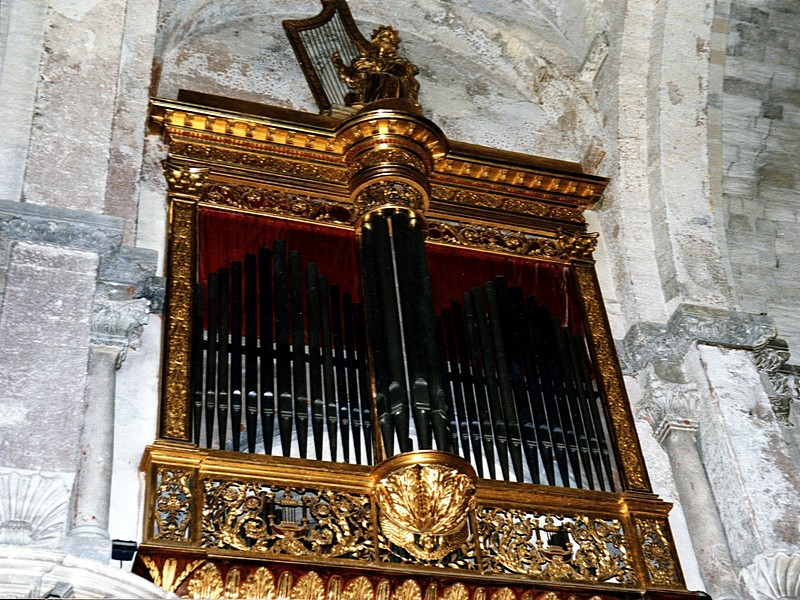
Organo Piantanida in Notre Dame des Doms di Avignone.

Un primo gruppo di interventi di Piantanida è da localizzarsi nell'area cuneese.
Oltre a documentati lavori svolti nelle chiese cittadine di S. Croce (1798), S. Ambrogio (1801), S. Maria della Pieve (1811) e presso altri centri della provincia quali Saluzzo (1800), Pianfei (1805), Savigliano e Mondovì (1816), sono da ricordare soprattutto le seguenti realizzazioni:
- Caraglio, Parrocchiale M.V. Assunta (1807): organo a due tastiere composto da un Grand'Organo in 16 piedi e da un Organo Eco costruito riutilizzando materiale fonico preesistente.
- Cuneo, Cattedrale di Santa Maria del Bosco (ca. 1816): progetto di organo di grandi dimensioni a due tastiere, impostato sulla base fonica di 16 piedi e con una seconda tastiera costituita da tre soli registri di colore, due ad ancia ed uno labiale, tutti nella tessitura di 16 piedi.

Ma gli unici due strumenti sopravvissuti e tuttora visibili di Piantanida si trovano in territorio francese e sono i seguenti, notevoli organi:
- Manosque, Alpes de Haute-Provence, St. Sauveur (1815): organo la cui cassa lignea rappresenta un valido ed interessante ibrido di stampo provenzale tra canoni stilistici italiani e francesi. Elaborato sulla base di un precedente strumento di Esprit Meyssonnier, è uno strumento ad una sola tastiera, la cui impostazione risulta di spirito in larga misura italianeggiante, pur se la caratterizzazione fonica complessiva risente di chiari influssi provenzali.
- Avignone, Cattedrale di Notre-Dame des Doms d'Avignon (1818-1820): oggetto in Francia di autentico interesse e di sincera ammirazione, tanto da essere spesso familiarmente individuato per il suo aspetto col solo appellativo di Orgue Doré senza ulteriori specificazioni, l'organo della chiesa Metropolitana di Avignone rappresenta ancora ai nostri giorni, perfettamente restaurato e funzionante, un punto di riferimento dell'arte organaria italiana ottocentesca.

Elemento fortemente caratterizzante dello strumento ed oggetto da sempre di grande ammirazione è la sua splendida e monumentale cassa lignea dorata, di stile ispirato a canoni estetici sia di tipo italiano (l'estrema linearità del disegno, il classicheggiante coronamento rettilineo, la scarsa profondità dell'insieme) che più propriamente transalpini (la torricella centrale prominente, sorretta da una mensola e sormontata da una grande statua del re David musicante).